# Angraecum eburneum
Espèce
Statut CITES

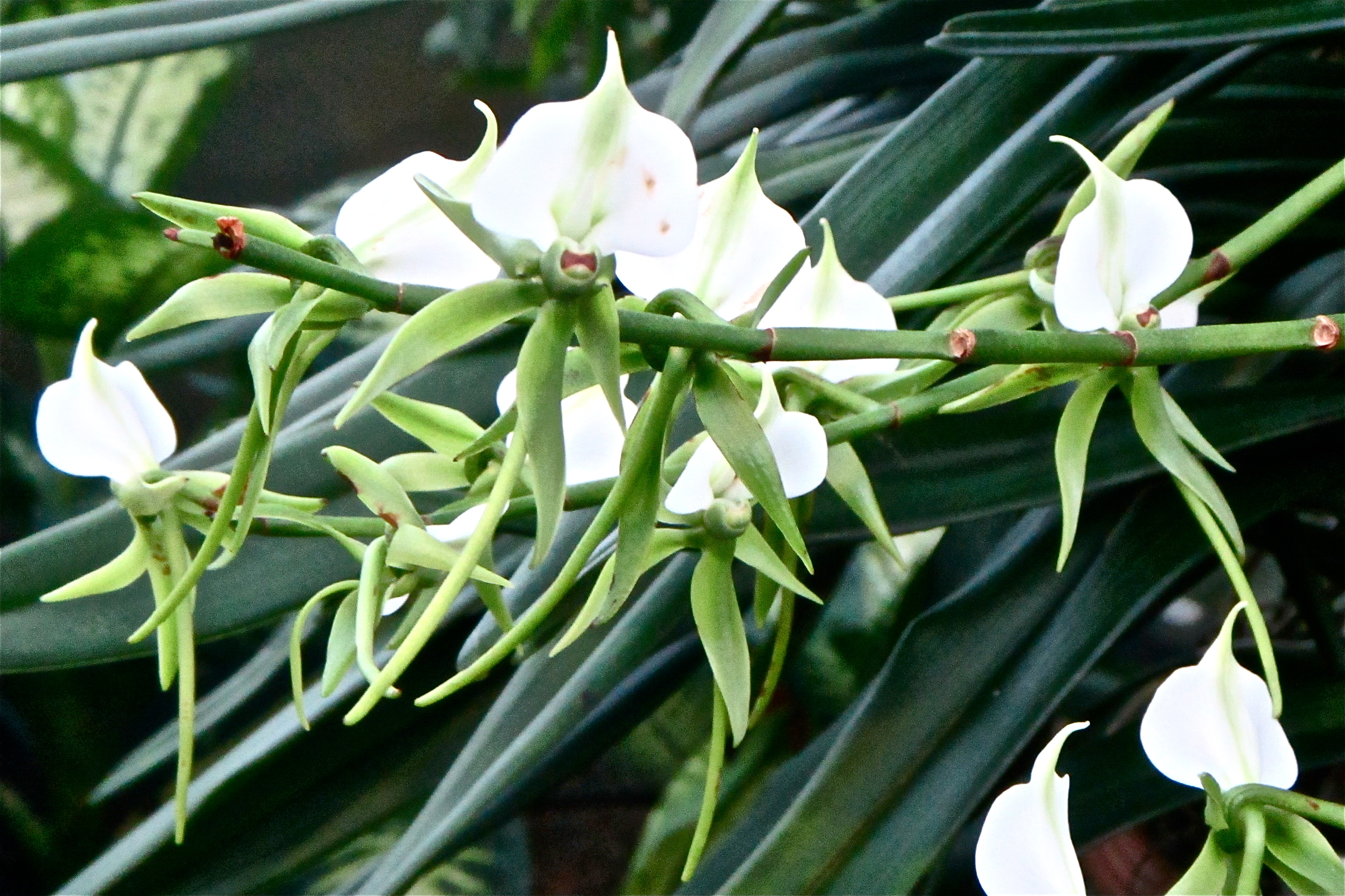
Angraecum eburneum

Angraecum eburneum Bory, est une espèce d'orchidée décrite pour la première fois en 1804 par le naturaliste Bory de Saint-Vincent d'après un spécimen découvert sur une arête rocheuse à l'Îlet à Guillaume, au sud de Saint-Denis de la Réunion, le 29 août 1801.
Si l'espèce type est originaire de La Réunion, Angraecum eburneum est répandu dans toutes les îles de l'ouest de l'Océan indien.

## Description
Bory de Saint-Vincent écrit dans sa description en 1804: La blancheur et la dimension de ses fleurs, l'odeur suave qu'elles répandent, le rendent l'une des plus intéressantes espèces de son genre; je l'appellerai "angrec couleur d'ivoire".
- eburneus, a, um adjectif latin, "couleur d'ivoire".
- giryamae, nom au génitif latin d'un groupe ethnique du Kenya, les Giriama.
- superbus, a, um adjectif latin, "qui s'élève au-dessus des autres".
- xerophilus, a, um adjectif grec latinisé, "qui aime le sec".

## Diagnose
- Angraecum eburneum foliis distichis, lato-lineraribus, oblusis, basi articulatis, floribus longissime calcaratis, bracteatis. Bory 1804.
- A.caule brevi; foliis pluribus distichis, oblongis, approximatis, apice bilobis, striatis; floribus albis, magnis; laciniis calycis linearibus ascendentibus; labello suborbiculato, venoso, apice acuminato, calcare pedunculo longiori. Nob. Radix parasitica. Caulis brevis, simplex, folii omnino tectus, teres. Folis distieba, approximata, basi subcanaliculata, semi-amplexicaulis, oblonga,integra, coriacea, 8-12 uncias longa, vix 2 uncias lata, glabra, striata, apice obtuso, intergo aut subbilobo. Scapus axillaris, simplex, erectus, pedalis teres. Flores resupinati, magni, candidi, 4-5 in spica simplici dispositi, pedicellati, bracteati. Calycis laciniae tres exteriores subaequales, deflexae, lanceolatae, acutae, media submajore; duae interiores aequales basi et latere interno cum lateribus gynostemii coalitae, deflexae, exterioribus subconsimiles; labellum erectum, medio longitudinaliter plicatum, suborbiculatum, apice acuminatum, membranaceum, venis transversis subramosis lineatum, cum antica gynostemii parte coalitum, calearatum, clcare calyce longiori, apice acuto, aliquando contorto. Gynostemium breviusculum, postice convexum, antice concavum, lateribus submembranaceis, basi cum labello et interioribus calycis laciniis coalitum, apice subbicorne. Anthera terminalis, operculiformis. Pollinia duo ovoidea, ceracea, libera, nuda. Ovarium contortum, longum, apice subspirale, glabrum. Crescit in insula Borboniae. (Du Petit-Thouars, Bory de Saint-Vincent). Richard, 1828.

## Liste des sous-espèces

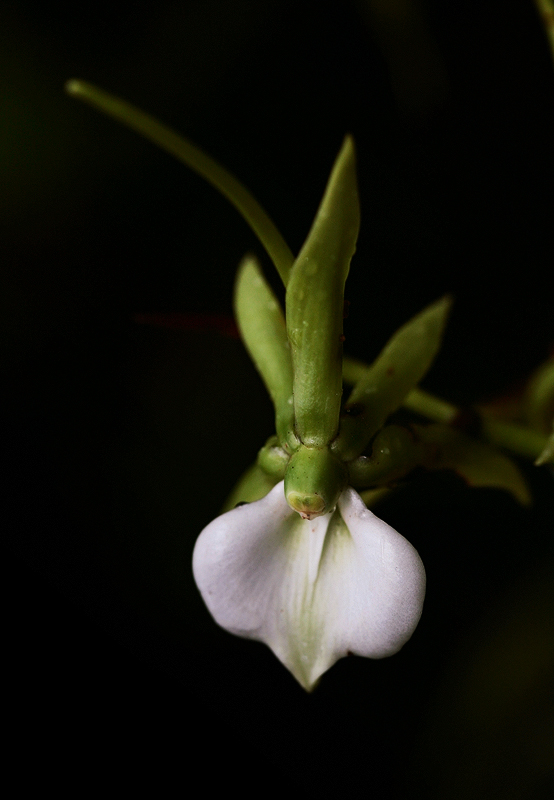
Angraecum eburneum, in situ comme lithophyte de la forêt de Mare Longue, La Réunion, 16 juillet 2013

Les botanistes modernes ont divisé l'espèce en 4 sous-espèces:
- Angraecum eburneum subsp.eburneum - Réunion. Espèce type. Epiphyte. Fleurs plus petites que les subsp.superbum et xerophilum.
- Angraecum eburneum subsp.giryamae - du sud-est du Kenya à l'est de la Tanzanie. Epiphyte ou lithophyte, jusqu'à 350m d'altitude. Fleurs plus petites que celles des autres sous-espèces. Floraison de juillet à septembre.
- Angraecum eburneum subsp.superbum - Seychelles, Comores, côte est de Madagascar. Epiphyte et Lithophyte, jusqu'à 500m d'altitude. Fleurs plus grandes que celles des autres sous-espèces. Floraison de septembre à mai.
- Angraecum eburneum subsp.xerophilum - sud-ouest de Madagascar. Lithophyte. Populations isolées.

NB: Angraecum eburneum var.longicalcar Bosser est maintenant reconnu comme une espèce à part entière: Angraecum longicalcar (Bosser) Senghas.